# گورستان گاو سره چال امام
گورستان گاو سره چال امام مربوط به دوران پیش از تاریخ ایران باستان - دوران‌های تاریخی پس از اسلام است و در شهرستان املش، بخش رانکوه، روستای امام واقع شده و این اثر در تاریخ ۲ آبان ۱۳۸۲ با شمارهٔ ثبت ۱۰۶۷۳ به‌عنوان یکی از آثار ملی ایران به ثبت رسیده است.